# Космический монстр Вангмагви
«Космический монстр Вангмагви» (кор. 우주괴인 왕마귀) — южнокорейский фильм 1967 года в жанре кайдзю режиссёра Квон Хёк Джина. Это был второй фильм о гигантских монстрах снятый в Республике Корея, и один из первых полностью научно-фантастических фильмов Кореи. По сути это космическая вариация сюжета Кинг-Конга. Он был вдохновлён фильмами о кайдзю, такими как «Годзилла» и «Кинг-Конг». Данное произведение попало в Книгу рекордов Гиннесса, так как в съёмках участвовало более 157 000 человек. После выхода фильма на экраны в Республике Корея, он был передан в архив, где был доступен для просмотра только на компьютерах в библиотеке Корейского киноархива.
В 2022 году компания SRS Cinema лицензировала фильм для распространения в США.

## Сюжет
Монстр описывается как рептилия, похожая на такую из фильма «Тварь из Чёрной Лагуны», с большими клыками из двух наборов челюстей, а также когтями на руках и ногах с ящиком на спине. Он сеет разрушение в Сеуле, неся в руке невесту (собирающуюся выйти замуж за пилота ВВС). Затем действие переносится в сельскую местность, где ему противостоят военные.

## В ролях
| Актёр       | Роль                |
| ----------- | ------------------- |
| Нам Гун Вон | Уджугоейн Вангмагви |
| Сон Кён Ким |                     |
| Ын Джин Хан |                     |
| Хи Габ Ким  |                     |